# Norges gränsförändringar
Detta är en översikt över Norges gränsförändringar genom historien. Svensk-norska gränsen brukar betecknas som Europas längsta, äldsta och fredligaste. Dagens svensk-norska gräns beslutades vid Strömstadstraktaten 1751.
- Norges riksenande fullbordades när Magnus den gode (ca 1024–1047) blev kung 1035.
- Göta älv:
  - Norges första gräns. Från 1000-talet till 1200-talet utgjorde olika platser längs älvens sydvästra sträckning mötesplats för de tre nordiska kungadömena, bl.a. Gullbergs hed i nuvarande Göteborg.
  - Det äldsta daterade mötet ägde rum 1042 mellan Magnus Olavsson och Sven Estridsson (ca 1020–1074), som då fortfarande var hövding i Skåne.
  - Svenska Hisingen i Västergötland, norr om Göta älv, erövrades av Sverige omkring 1250-talet.
- Västergötlands och Dalslands (Dal och Markerna) gränser mot Bohuslän och Østfold:
  - Från Åkerströmsån söder om Trollhättefallen till Norra Kornsjön, sydöst om Idefjorden (innan Bohuslän 1658 övergick till Sverige).
  - Markerna; nordvästra Dalsland, sydvästra Värmland och nordöstra Østfold, utgjorde under tidig medeltid glesbefolkat gränsland utan bestämda bygder. Kyrkans sockenindelningar kom att förtydliga gränsen.
  - Den första gränsregleringen mellan Sverige och Norge ägde rum på 1260-talet mellan Valdemar Birgersson (ca 1240 - 1302) och Magnus Lagaböter (1238-1280). Det äldsta daterade dokumentet är från 1273.
- Gränsen mellan Värmland och Akershus respektive mellan Värmland och södra Hedmark:
  - Islänningasagor, fornaldarsagor, runstenar och kyrkokonst visar på tidigt medeltida norskt inflytande i Värmland.
  - Vid indelningen i stift, åtminstone från 1100-talet, samt lagsagor och slottslän från 1200-talet hörde Värmland till Sverige.
- Bohuslän:
  - Älvsyssel (södra Bohuslän, Bohus slottslän) 1304–1327 förlänades 1304 till den svenske hertigen Erik (ca1282–1318). Vid freden i Helsingborg 1310 fick hertig Erik avsäga sig Älvsyssel, det är dock inte känt ifall området återlämnades till Norge innan hertig Erig gifte sig med den norska prinsessan Ingeborg Håkansdotter (1301– ca 1360).
  - 1363–1365 var Älvsyssel pantlän åt hertig Erik II av Sachsen-Lauenburg (1318/1320–1368/1369).
  - Viken (Norra Bohuslän, Olsborgs och Karlsborgs slottslän) tillföll Sverige 1524 (Malmö recess)–1531.
  - Bohuslän med Skårdals skate i Västergötland tillföll Sverige 1658 (freden i Roskilde).
- Från Dalarna till Lappland (svensk sida), respektive från norra Hedmark till Finnmark (norsk sida), följer gränsen sedan 1660 vattendelaren längs den skandinaviska fjällkedjan (undantaget Lierne).
  - Hålogaland i nuvarande Nordland och Troms var norsk bygd senast från 800-talet.
  - I Snorre Sturlassons sagor, vars tillförlitlighet anses vara låg, sägs jämtarna i förhistorisk tid ömsom betalat skatt till norska kungar, ömsom till en sveakung.
  - I Norges äldsta skriftliga dokument, Historia Norvegiæ, från 1170-talet står att Norge gränsar i nordöst till Jämtland. Jämtland var självständigt, och sorterade kyrkligt under Uppsala stift. Härjedalen var däremot tidigt en integrerad del av Trøndelag.
  - År 1178 anslöts Jämtland till Norge efter slaget på Storsjöns is, men utgjorde dock en egen administrativ del av Norge.
  - Ett gränsdokument rörande gränsen mellan Norge (som då innefattade Jämtland och Härjedalen) och Sverige skrevs vid ett allting i Svegs socken 1273.
  - Under 1300-talet hade bygderna nått norra Finnmark (Vardø kyrka och fästning vid Norra Ishavet från 1307).
  - Idre och Särna socknar i Dalarna tillföll Sverige 1645 (freden i Brömsebro).
  - Jämtland och Härjedalen tillföll Sverige 1645 (freden i Brömsebro).
  - Tröndelag med Nordmøre i Møre og Romsdal (Trondheims län) tillföll Sverige 1658 (freden i Roskilde) - 1660 (freden i Köpenhamn).
  - 1751 fastställdes gränsen från Idre och Särna, respektive Røros i Sør-Trøndelag fylke i söder till Sør-Varanger i Finnmark i nordost (Strömstadstraktaten).
  - Till dess hade Sverige skatteanspråk i Varanger lappmark i Finnmark.
  - I förhandlingar mellan Sverige och Ryssland 1826 fastställdes de sista nordliga gränsavsnitten från Sør-Varanger till Petsamo (norska Peisen, ryska Petjenga, även Ishavsfinland), till dess de s.k. fællesdistrikten, mellan Norge, Ryssland och Finland. Gränsen följer Pasvikelva och Jakobselva.